# Târgu Ocna
Târgu Ocna  (in ungherese Aknavásár) è una città della Romania di 12 956 abitanti, ubicata nel distretto di Bacău, nella regione storica della Moldavia.
La città è ubicata sulle rive del fiume Trotuș, in una zona dei Carpazi ricca di depositi salini.
L'industria del sale è infatti la principale attività economica della città, che ne è il più grande produttore del paese.
Altre attività industriali presenti nella zona sono le miniere di carbone, la lavorazione del legno, l'industria siderurgica e petrolchimica.